# Неї-сюр-Ер
Неї́-сюр-Ер (фр. Neuilly-sur-Eure) — колишній муніципалітет у Франції, у регіоні Нормандія, департамент Орн. Населення — 629 осіб (2011).
Муніципалітет був розташований на відстані близько 115 км на захід від Парижа, 120 км на південний схід від Кана, 65 км на схід від Алансона.

## Історія
До 2015 року муніципалітет перебував у складі регіону Нижня Нормандія. Від 1 січня 2016 року належав до нового об'єднаного регіону Нормандія.
1 січня 2016 року Неї-сюр-Ер, Ла-Ланд-сюр-Ер, Лонні-о-Перш, Малетабль, Маршенвіль, Монсо-о-Перш, Мулісан i Сен-Віктор-де-Рено було об'єднано в новий муніципалітет Лонні-ле-Віллаж.

## Демографія
Динаміка населення (Insee ):
Розподіл населення за віком та статтю (2006):
| Стать | Всього | До 15 років | 15-24 | 25-44 | 45-64 | 65-85 | Понад 85 |
| --- | ------ | ----------- | ----- | ----- | ----- | ----- | -------- |
| Чоловіки | 256    | 40          | 28    | 68    | 84    | 32    | 4        |
| Жінки | 260    | 56          | 8     | 68    | 76    | 52    | 0        |
| \| Статево-вікова піраміда \| Статево-вікова піраміда \| Статево-вікова піраміда \| \| ----------------------- \| ----------------------- \| ----------------------- \| \| Чоловіки \| Вік \| Жінки \| \| 4 \| 85 + \| 0 \| \| 4 \| 80-84 \| 8 \| \| 4 \| 75-79 \| 16 \| \| 12 \| 70-74 \| 16 \| \| 12 \| 65-69 \| 12 \| \| 16 \| 60-64 \| 16 \| \| 24 \| 55-59 \| 8 \| \| 24 \| 50-54 \| 12 \| \| 20 \| 45-49 \| 40 \| \| 24 \| 40-44 \| 36 \| \| 16 \| 35-39 \| 12 \| \| 16 \| 30-34 \| 16 \| \| 12 \| 25-29 \| 4 \| \| 4 \| 20-24 \| 4 \| \| 24 \| 15-20 \| 4 \| \| 16 \| 10-14 \| 28 \| \| 12 \| 5-9 \| 16 \| \| 12 \| 0-4 \| 12 \| |        |             |       |       |       |       |          |
| Статево-вікова піраміда |        |             |       |       |       |       |          |
| Чоловіки | Вік    | Жінки       |       |       |       |       |          |
| 4 | 85 +   | 0           |       |       |       |       |          |
| 4 | 80-84  | 8           |       |       |       |       |          |
| 4 | 75-79  | 16          |       |       |       |       |          |
| 12 | 70-74  | 16          |       |       |       |       |          |
| 12 | 65-69  | 12          |       |       |       |       |          |
| 16 | 60-64  | 16          |       |       |       |       |          |
| 24 | 55-59  | 8           |       |       |       |       |          |
| 24 | 50-54  | 12          |       |       |       |       |          |
| 20 | 45-49  | 40          |       |       |       |       |          |
| 24 | 40-44  | 36          |       |       |       |       |          |
| 16 | 35-39  | 12          |       |       |       |       |          |
| 16 | 30-34  | 16          |       |       |       |       |          |
| 12 | 25-29  | 4           |       |       |       |       |          |
| 4 | 20-24  | 4           |       |       |       |       |          |
| 24 | 15-20  | 4           |       |       |       |       |          |
| 16 | 10-14  | 28          |       |       |       |       |          |
| 12 | 5-9    | 16          |       |       |       |       |          |
| 12 | 0-4    | 12          |       |       |       |       |          |

## Економіка
2010 року серед 376 осіб працездатного віку (15—64 років) 268 були активними, 108 — неактивними (показник активності 71,3%, у 1999 році було 69,2%). З 268 активних мешканців працювало 236 осіб (136 чоловіків та 100 жінок), безробітними було 32 (14 чоловіків та 18 жінок). Серед 108 неактивних 21 особа була учнем чи студентом, 56 — пенсіонерами, 31 була неактивною з інших причин.

У 2010 році в муніципалітеті числилось 269 оподаткованих домогосподарств, у яких проживали 632,5 особи, медіана доходів виносила 16 697 євро на одного особоспоживача